# Kanstantsin Sivtsov
Kanstantsin Sivtsov (em bielorrusso:  Канстанцін Сівцов), nascido em 9 de agosto de 1982) é um ciclista olímpico bielorrusso, que, atualmente, compete para a equipe Team Sky. Sivtsov representou sua nação nos Jogos Olímpicos de Verão de 2008, na prova de estrada individual.